# Angélica Such Ronda
Angélica Gemma Such Ronda (Benidorm, 1964) es una abogada y política valenciana. Ha sido diputada en las Cortes Valencianas desde 2007 (donde ocupó el cargo de secretaria primera de la Mesa de las Cortes Valencianas) hasta que el 27 de febrero de 2014 presentó la renuncia a su acta de diputada por el comienzo inminente del juicio de una de las piezas de la rama valenciana del caso Gürtel donde se encuentra encausada por delito de prevaricación administrativa y por quien la Fiscalía Anticorrupción solicita 10 años de inhabilitación.
Licenciada en Derecho por la Universidad de Valencia, con la especialización de derecho privado, ha formado parte de la sección de abogados especialistas en derecho de familia al Colegio de Abogados de Alicante, y desde el año 2000 ha ejercido de asesora jurídica de la Concejalía de la Mujer del ayuntamiento de Benidorm. Forma parte del Tribunal de la Rota.

## Política
Ha formado parte de los distintos gobiernos de la Generalidad Valenciana dirigidos por PP, el segundo escalafón como directora general de Relaciones con las Cortes y Secretariado del Gobierno hasta el 2007. es a partir de esta fecha cuando el presidente Camps la nombra consejera de Turismo. Un mandato que terminaría en 2009 cuando pasa a dirigir el departamento de Bienestar Social en sustitución del consejero Cotino. Se trata pues de la tercera consejera que se ocupa de aplicar la Ley estatal de Dependencia, tras el escaso éxito de sus antecesores en el cargo, Cotino y Alicia de Miguel.
Fue elegida diputada a las Cortes Valencianas por la circunscripción de Alicante a las elecciones de 2011 y fue elegida para ocupar la secretaría primera de las Cortes final que fue substuida en octubre de 2011 junto a otros diputados del PP encausados por casos de corrupción.

## Corrupción
En la actualidad, tras el acto de apertura del juicio oral, es acusada del delito de prevaricación administrativa, en una de las piezas separadas de la rama valenciana del caso Gürtel.